# Aeroportul Internațional Cozumel
Aeroportul Internațional Cozumel (IATA: CZM, ICAO: MMCZ) este un aeroport din Cozumel Municipality⁠(d), Quintana Roo, Mexic ce deservește zona San Miguel de Cozumel⁠(d). Aeroportul a fost tranzitat în 2023 de 677.503 pasageri.
Situat la o altitudine de 5 m, aeroportul dispune de 1 pistă. Este operat de Grupo Aeroportuario del Sureste⁠(d).

## Infrastructură

### Piste
Aeroportul dispune de o singură pistă. Pista are orientarea 11/29. 